# Bár, Baranya
Bár (în germană Baar) este un sat în districtul Mohács, județul Baranya, Ungaria, având o populație de 601 locuitori (2011). 

## Demografie
Componența etnică a satului Bár
     Maghiari (78,43%)
     Germani (20,59%)
     Romi (0,98%)
Componența confesională a satului Bár
     Romano-catolici (54,74%)
     Fără religie (10,65%)
     Reformați (3,33%)
     Necunoscută (29,12%)
     Alte religii (3,16%)
Conform recensământului din 2011, satul Bár avea 601 locuitori. Din punct de vedere etnic, majoritatea locuitorilor (78,43%) erau maghiari, cu o minoritate de germani (20,59%).  Din punct de vedere confesional, majoritatea locuitorilor (54,74%) erau romano-catolici, existând și minorități de persoane fără religie (10,65%) și reformați (3,33%). Pentru 29,12% din locuitori nu este cunoscută apartenența confesională.